# Black Rose: A Rock Legend
Black Rose: A Rock Legend — девятый студийный альбом ирландской хард-рок-группы Thin Lizzy, вышедший в 1979 году. В британском чарте альбом занял 2-ю позицию (продержавшись там 21 неделю), Billboard LPs & Tape — 81-ю.

## История создания
Black Rose писался при участии гитариста Гэри Мура, который пробыл в группе достаточно долго, чтобы записать альбом (принимая во внимание его предыдущие пересечения с Thin Lizzy в 1974 и 1977 годах). Оценивая свой вклад в создание альбома Гэри Мур сказал в интервью: «Альбом представляет собой своего рода сборник песен. Некоторые песни не должны были быть на этом альбоме, потому что они были предназначены для сольного альбома Фила Лайнотта, но у него не было достаточно песен для полноценного альбома Thin Lizzy, поэтому он поместил некоторые песни из своего альбома в альбом Black Rose, такие песни, как „Sarah»“ например. Я также помог написать „Black Rose“ и „Toughest Street in Town“, поэтому я был очень вовлечен в написание альбома».
Скотт Горэм в другом интервью рассказал, что процесс написания песен для альбома напоминал дружеский джем. У него был определенный рифф, затем Гэри добавлял что-то своё, а после Скотт завершал свою гармоническую линию. У Фила Лайнотта всегда были наготове какие-то тексты, и Скотт просил его немного изменить их, чтобы он мог вставить туда свою мелодическую линию — они всё это учитывали.
The Guardian охарактеризовала альбом как один из «лучших, наиболее успешных альбомов» группы.
И с «легенд давних времен» начинается «Black Rose» — песня о песнях, миф о мифах, беспорядочно-эпическая, блестяще преувеличенная и мелодраматическая ода Ирландии от исконно ирландской рок-группы.
— Дэвид Маркезе, Rolling Stone

## Об альбоме
Пластинка открывается песней «Do Anything You Want To». Обозреватель MusicRadar отмечает, как Гэри Мур обменивается гитарными фразами с гитаристом Скоттом Горэмом, а их двойные партии, которые обеспечивают здесь основу, идеально синхронизированы и настроены абсолютно по делу; даже скорости их вибрато совпадают. По мнению электронного издания uDiscoverMusic, песня является квинтэссенцией и гимном Lizzy, полным уверенности и воодушевления, который также вошел в UK Top 20 как отдельный сингл. Промо-ролик песни изображал Фила Лайнотта в роли школьного учителя, отвечающего за недисциплинированный класс, в который входили его товарищи по группе.
Песня «Waiting For An Alibi», ещё один хит из британского Топ-10, является самой электризующей песней группы из альбома. Как пишет журнал Classic Rock, «движимая убийственной басовой линией Лайнотта и напряженным повествованием, она имеет великолепный двойной ведущий рифф и молниеносное соло Мура». Музыкальный журналист Саймон Брэдли, анализируя этот трек, пишет: «Плотный и резкий стиль Мура привел к улучшению фокусировки в музыке, что умело продемонстрировал вступительный рифф, состоящий из переплетения двух гитар, которые опираются на бас с флэнжером. Ритм-гитары в куплете качаются от стаккато к более свободным аккордам и обратно, добавляя динамики на пиках; тот же трюк используется и на соло Горэма, и никогда еще довольно грязная история о букмекере с проблемами азартных игр не была столь привлекательной».
Фил Лайнотт написал песню «Sarah» в память о своей новорождённой дочери. Этот трек получился гораздо более мягким и мелодичным, чем дерзкая, мужественная рок-музыка, благодаря которой Thin Lizzy приобрели свою репутацию. «Sarah» — это прекрасное восхваление любви, которую он питал к своей дочери. По мнению Far Out Magazine, в этой песне Лайнотт демонстрирует свою более чувствительную сторону, потому что номер содержит трогательные тексты о том, как рождение Сары «изменило [его] мир». Выпущенный синглом в 1979 году он занял 24-е место в Британском чарте, однако группа никогда не исполняла его вживую.
Журнал Classic Rock также отмечает песню «Got To Give It Up», открывающую вторую сторону альбома, — в названии и тексте этой зловещей композиции было самоисполняющееся пророчество. «Я баловался с тяжелой дрянью», — признался Лайнотт. Песня началась как героиновый блюз и закончилась диким разгулом — как будто он уже тогда знал, что зашёл слишком далеко.
Завершающий заглавный трек альбома «Róisín Dubh (Black Rose): A Rock Legend» назван в честь старой ирландской песни. По мнению онлайн-издания MusicRadar, он отличается невероятной игрой и аранжировками гитары, объединяя четыре традиционные мелодии, такие как «Shenandoah» и «Danny Boy», с характерным звуком Thin Lizzy в одно семиминутное зрелище. Лирика песни проистекает из глубокого интереса Лайнотта к ирландской истории и кельтской мифологии, и по иронии судьбы она стала его эпитафией. «Она основана на легендах», — сказал Лайнотт о песне, гэльское название которой произносится как «raw-sheen dove», в радиоинтервью через несколько месяцев после выхода альбома. «Я писал номер около двух лет и старался вместить в него как можно больше легенд, мифов и хороших вещей об Ирландии». Тексты песен восхваляют ирландских героев: от У. Б. Йейтса и Кухулина до Брендана Биэна и Джорджа Беста, а его эмоциональный пик — прекрасное исполнение Муром «Дэнни Боя». Как считает обозреватель журнала Rolling Stone, эпический заключительный номер альбома содержит одно из величайших соло Гэри Мура, в которое он включил несколько традиционных ирландских песенных тем в формат хард-рока. Это соло вошло в список «50 величайших гитарных соло всех времён», составленный журналом New Musical Express.
Обложку альбома, как и в случае с Jailbreak и Johnny the Fox, создал давний друг Фила Лайнотта ирландский художник Джим Фицпатрик.

## Критика
Журнал Classic Rock, включивший Black Rose: A Rock Legend в список «Лучших рок-альбомов 1979 года», пишет о нём: «От вершины британского чарта этот альбом отделяла лишь одна строчка, но альбом Black Rose: A Rock Legend стал для Thin Lizzy заметным успехом и, пожалуй, самым разнообразным альбомом группы на сегодняшний день. Наряду с одами своей новорожденной дочери Саре и фанк-музыкой S&M, Фил Лайнотт рассказывал мрачные истории о жестоких улицах и злоупотреблении наркотиками, в то время как недавно вернувшийся Гэри Мур был в отличной форме».

## Список композиций
Оригинальное издание
| №  | Название                  | Автор(ы)                           | Длительность |
| -- | ------------------------- | ---------------------------------- | ------------ |
| 1. | «Do Anything You Want To» | Фил Лайнотт                        | 3:53         |
| 2. | «Toughest Street in Town» | Скотт Горэм, Фил Лайнотт, Гэри Мур | 4:01         |
| 3. | «S&M»                     | Брайан Дауни, Фил Лайнотт          | 4:02         |
| 4. | «Waiting for an Alibi»    | Фил Лайнотт                        | 4:12         |
| 5. | «Sarah»                   | Фил Лайнотт, Гэри Мур              | 3:27         |

| №  | Название | Автор(ы) | Длительность |
| -- | --- | --- | ------------ |
| 1. | «Got to Give It Up» | Скотт Горэм, Фил Лайнотт | 4:23         |
| 2. | «Get Out of Here» | Фил Лайнотт, Мидж Юр | 3:39         |
| 3. | «With Love» | Фил Лайнотт | 4:39         |
| 4. | «Róisín Dubh (Black Rose): A Rock Legend - «Shenandoah» - «Will You Go Lassie Go» - «Danny Boy» - «The Mason’s Apron»» | Фил Лайнотт, Гэри Мур нар.; ар. Фил Лайнотт, Гэри Мур Ф. МакПик нар.; ар. Фил Лайнотт, Гэри Мур нар.; ар. Фил Лайнотт, Гэри Мур | 7:03         |

| №   | Название                                                                 | Автор(ы)                           | Длительность |
| --- | ------------------------------------------------------------------------ | ---------------------------------- | ------------ |
| 1.  | «Just the Two of Us» (би-сайд)                                           | Фил Лайнотт, Скотт Горэм           | 2:47         |
| 2.  | «A Night in the Life of a Blues Singer» (удлинённая версия)              | Фил Лайнотт                        | 5:44         |
| 3.  | «Rockula a.k.a. Rock Your Love» (неизданное)                             | Джимми Бэйн                        | 4:16         |
| 4.  | «Don’t Believe a Word» (медленная версия; вокал — Фил Лайнотт, Гэри Мур) | Фил Лайнотт                        | 3:18         |
| 5.  | «Toughest Street in Town» (другая версия)                                | Фил Лайнотт, Гэри Мур, Скотт Горэм | 3:58         |
| 6.  | «S&M» (сессии в Нассау, 1978 год)                                        | Фил Лайнотт, Брайан Дауни          | 3:18         |
| 7.  | «Got to Give It Up» (сессии в Нассау, 1978 год)                          | Фил Лайнотт, Скотт Горэм           | 3:25         |
| 8.  | «Cold Black Night» (сессии в Нассау, 1978 год)                           | Фил Лайнотт                        | 3:37         |
| 9.  | «With Love» (сессии в Нассау, 1978 год)                                  | Фил Лайнотт                        | 4:33         |
| 10. | «Black Rose» (сессии в Нассау, 1978 год)                                 | Фил Лайнотт, Гэри Мур              | 4:04         |

## Участники записи
Список составлен по сведениям базы данных Discogs.
Thin Lizzy:
- Фил Лайнотт — бас-гитара, вокал, двенадцатиструнная гитара;
- Скотт Горэм — соло-гитара, ритм-гитара, бэк-вокал;
- Гэри Мур — соло-гитара, ритм-гитара, бэк-вокал;
- Брайан Дауни — ударные, перкуссия

Приглашённые музыканты:
- Джимми Бэйн — бас-гитара (в песне «With Love»)
- Хьюи Льюис — губная гармошка (в песнях «Sarah» и «With Love»)
- Марк Носиф — ударные (в песне «Sarah», не указан в титрах)[39]

Технический персонал:
- Фил Лайнотт — продюсер (песня Б3)
- Thin Lizzy — продюсер (песни А1—Б2, Б4)
- Тони Висконти — продюсер (все песни)
- Кит Вулвен — звукоинженер
- Уилл Рид Дик — ассистент звукоинженера
- Крис Цангаридис[англ.] — ассистент звукоинженера
- Джим Фицпатрик[англ.] — художник
- Roger & Linda — дизайн художественного оформления
- Саттон Купер — дизайнер
- Чалки Дэвис — фотограф